# Дом авиаторов (музей)
«Дом авиаторов» — музей во Всеволожске. Расположен по адресу Колтушское шоссе, дом № 40.
Размещён в самом старом здании города Всеволожска — дважды реконструированной сыроварне барона И. Ю. Фридрикса 1774 года постройки.
Здание музея имеет статус объекта культурного наследия России как памятник истории регионального значения.

## История
В 1774 году владелец мызы Рябово барон И. Ю. Фридрикс выстроил у западного склона Румболовской горы здание из красного кирпича, предположительно, «по типовому проекту Андреяна Захарова», где устроил сыроварню.
В середине XIX века в здании бывшей сыроварни находился винокуренный завод, затем — рига, в конце века работала щёточная фабрика, после революции — размещался детсад, а с 1936 года — дом отдыха работников пищевой промышленности Ленинграда.
Во время войны в этом здании размещался дом отдыха лётчиков, прикрывавших с воздуха Дорогу жизни: 26-го и 123-го истребительных полков ПВО. С июля 1942-го по сентябрь 1943 года вместе с ними в доме отдыха размещались лётчики 1-го гвардейского минно-торпедного авиационного полка ВВС Балтийского флота, пятеро из которых носили звание Героя Советского Союза: 
- Е. Н. Преображенский (13.08.1941)
- А. Я. Ефремов (13.08.1941)
- М. Н. Плоткин (13.08.1941)
- П. И. Хохлов (13.08.1941)
- Н. В. Челноков (14.06.1942)[7][6].

После войны дом отдыха работников пищевой промышленности возобновил свою работу. В 1964 году была подготовлена к печати книга писателя Г. И. Мирошниченко «Домик на Всеволожской», посвящённая лётчикам 1-го ГМТАП, проживавшим в нём в годы войны. С 1964 года в его здании размещалась база отдыха «Снежинка» работников Ленэлектроремстроя, прокат лыж и столовая, пока в 1980-х годах здание не было признано аварийным. 
В мае 1988 года, решением Леноблисполкома, здание дома отдыха, где во время войны жили лётчики 1-го ГМТАП, было взято под охрану и включено в список военно-исторических памятников и памятных мест Ленинградской области. Тогда же, в мае 1988 года, по решению Всеволожского горисполкома, был создан Всеволожский государственный историко-краеведческий музей, под размещение которого было выделено руинированное здание сыроварни барона И. Ю. Фридрикса. В августе 1988 года началась его первая реставрация, а в соседнем — хозяйственном здании бывшего дома отдыха, разместилась временная экспозиция музея. 13 января 1990 года в нём состоялось официальное открытие музея.
В 2000 году хозяйственное здание пострадало от пожара, экспозиции, расположенные на втором этаже, были уничтожены. В 2003 году музей открылся вновь, основу его составили экспонаты, находившиеся во время пожара на первом этаже здания. Начатая в 1988 году реконструкция здания бывшей сыроварни не была закончена.
В 2015 году Комитетом по культуре Ленинградской области было принято решение вновь реконструировать здание сыроварни, чтобы обеспечить воссоздание объекта культурного наследия «Дом авиаторов», входящего в состав музейно-мемориального комплекса «Дорога жизни».
В 2017 году Всеволожскому государственному историко-краеведческому музею в предоставлении нового здания было отказано. В 2019 году здание дома отдыха, где жили лётчики и должен был разместиться музей, было снесено и перестроено.
Изначально здание сыроварни барона И. Ю. Фридрикса было одноэтажное с мансардой. В 1900-е годы оно было перестроено и к началу Первой мировой войны представляло собой П-образное в плане сооружение с крыльцом на северной стороне здания. В 1930-е годы на месте крыльца была возведена двухэтажная веранда. В ходе реконструкции 1988–2019 годов зданию был возвращён единый объём, а мансарда в западной части дома была превращена в полноценный второй этаж. Здание номинально является самым старым в городе Всеволожске, но после двух реконструкций (1990-х и 2016 года), аутентичными остались только нижние части западной и двух прилегающих к ней стен. Официально охраняется как здание сыроварни усадьбы Рябово 1774 года постройки. В настоящее время в нём располагаются экспозиции музея «Дом авиаторов».

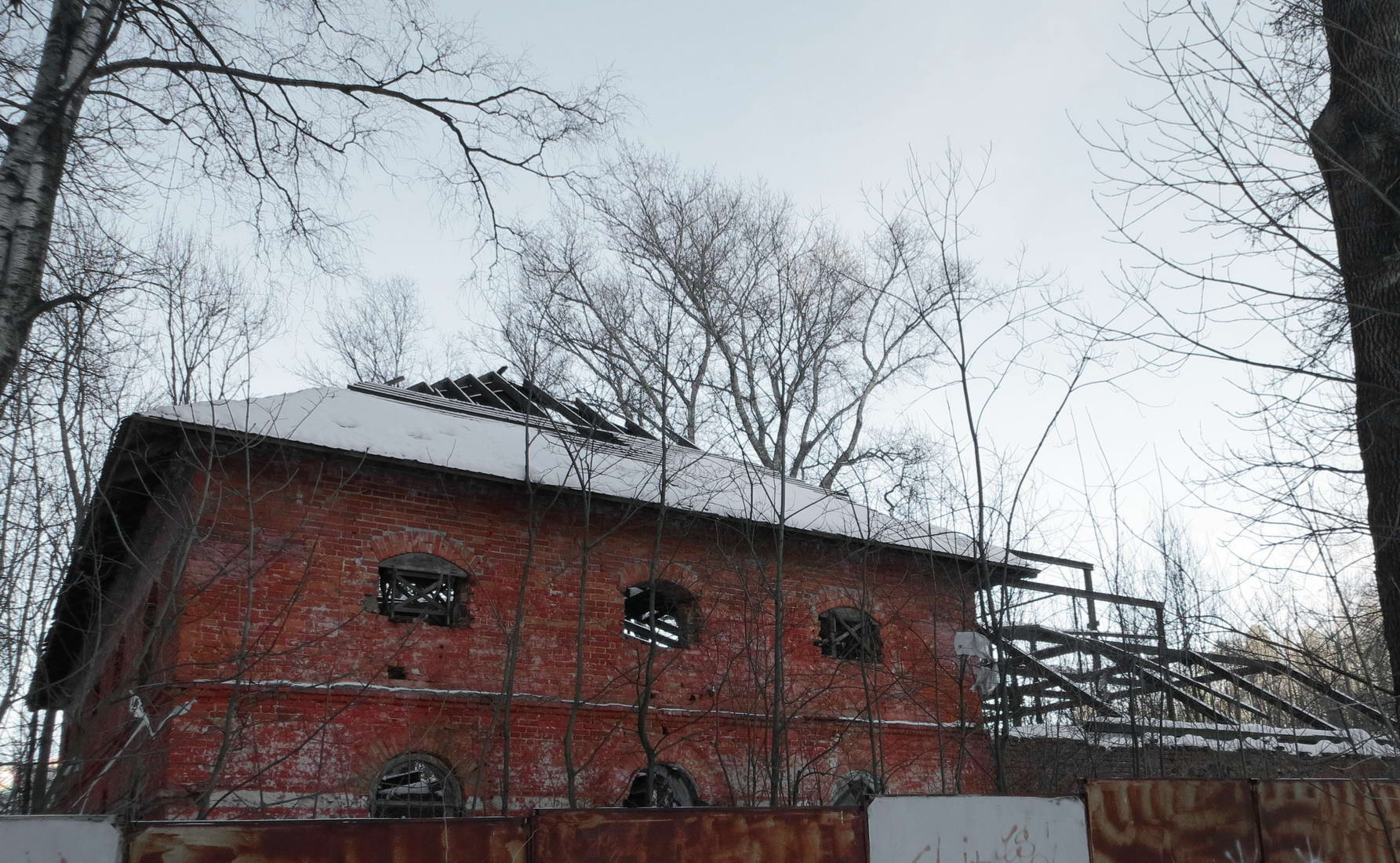
Южный фасад музея. 2013 год
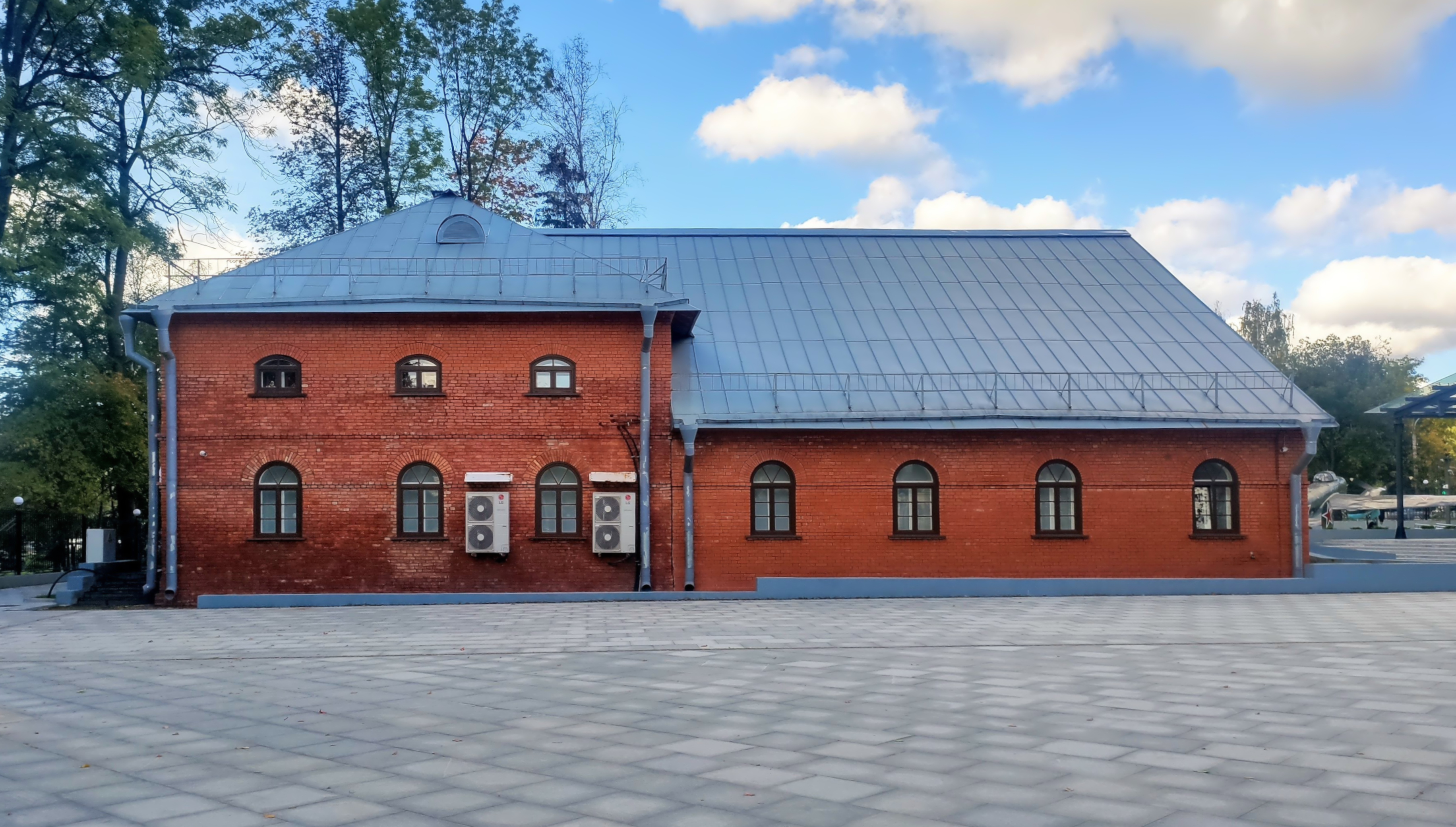
Южный фасад музея. 2021 год

## Описание
Музей начал свою работу с января 2019 года, будучи запущенным в тестовом режиме, а полноценно заработал с 2020 года, когда было проведено его торжественное открытие. Церемонию официального открытия музея проводил губернатор Ленинградской области Александр Дрозденко.
Ещё до своего официального открытия, работая в тестовом режиме, «Дом авиаторов» стал принимать участие во всероссийской акции Ночь музеев.
Музей, расположенный рядом с входящим в Зеленый пояс Славы мемориалом «Румболовская гора», рассказывает о лётчиках и штурманах 1-го гвардейского минно-торпедного авиационного полка ВВС Балтийского флота. Лётчики этого подразделения осуществляли воздушное прикрытие автоколонн, проходивших по Дороге жизни.
Экспозиции музея занимают несколько залов и посвящены участию 1-го гвардейского минно-торпедного авиационного полка ВВС Балтийского флота в боевых операциях как Великой Отечественной, так и советско-финской войны.

### Экспозиционные зоны музея
Музей состоит из нескольких экспозиционных зон, каждая из которых располагается в отдельном зале.
Помимо тематических экспозиций, в музее есть отдельный зал для отдыха посетителей. В нём размещается интерактивный игровой комплекс «Воздушный бой». Также в памятные и праздничные даты в этой зоне организуются тематические концерты.

#### Экспозиционная зона «1941 год»
В зале располагается инсталляция «Налёты на Берлин», выполненная в виде динамического терминала, а также интерактивные стенды, на которых транслируются фрагменты интервью с лётчиками-ветеранами этого полка.

#### Экспозиционная зона «1942—1944 годы»
В экспозиции можно увидеть инсталляцию «Война на Балтике», рассказывающую о наиболее выдающихся авиационных налётах пилотов этого подразделения, а также инсталляцию «Битва за Ленинград».

#### Экспозиционная зона «Жизнь между боевыми вылетами»
Зал представляет собой восстановленную жилую зону, где лётчики отдыхали между вылетами. Этот зал интересен тем, что его экспозиция выполнена в стилистике «театр теней». Помимо этого, здесь можно почитать документы из архивов и фронтовые письма лётчиков.

#### Экспозиция «Техника и вооружение»
Экспозиция рассказывает о том, какие виды вооружений и техники были в распоряжении служивших тут лётчиков. В закрытых стендах располагаются макеты машин и видов вооружений. Здесь же расположен и полноразмерный фрагмент фюзеляжа самолёта ДБ-3Ф, именно на таких машинах совершали свои вылеты лётчики этого полка.

#### Уличные монументы
На территории музея расположен монумент в честь лётчиков, защищавших Ленинград в годы блокады, на котором выбиты слова клятвы одного из полков. Также на монументе выгравировано изображение самолёта и нанесена фраза «Их имена бессмертием покрыты, их имена не могут быть забыты…».
Также на территории музея перед входом установлен самолёт Пе-2.

## Фото

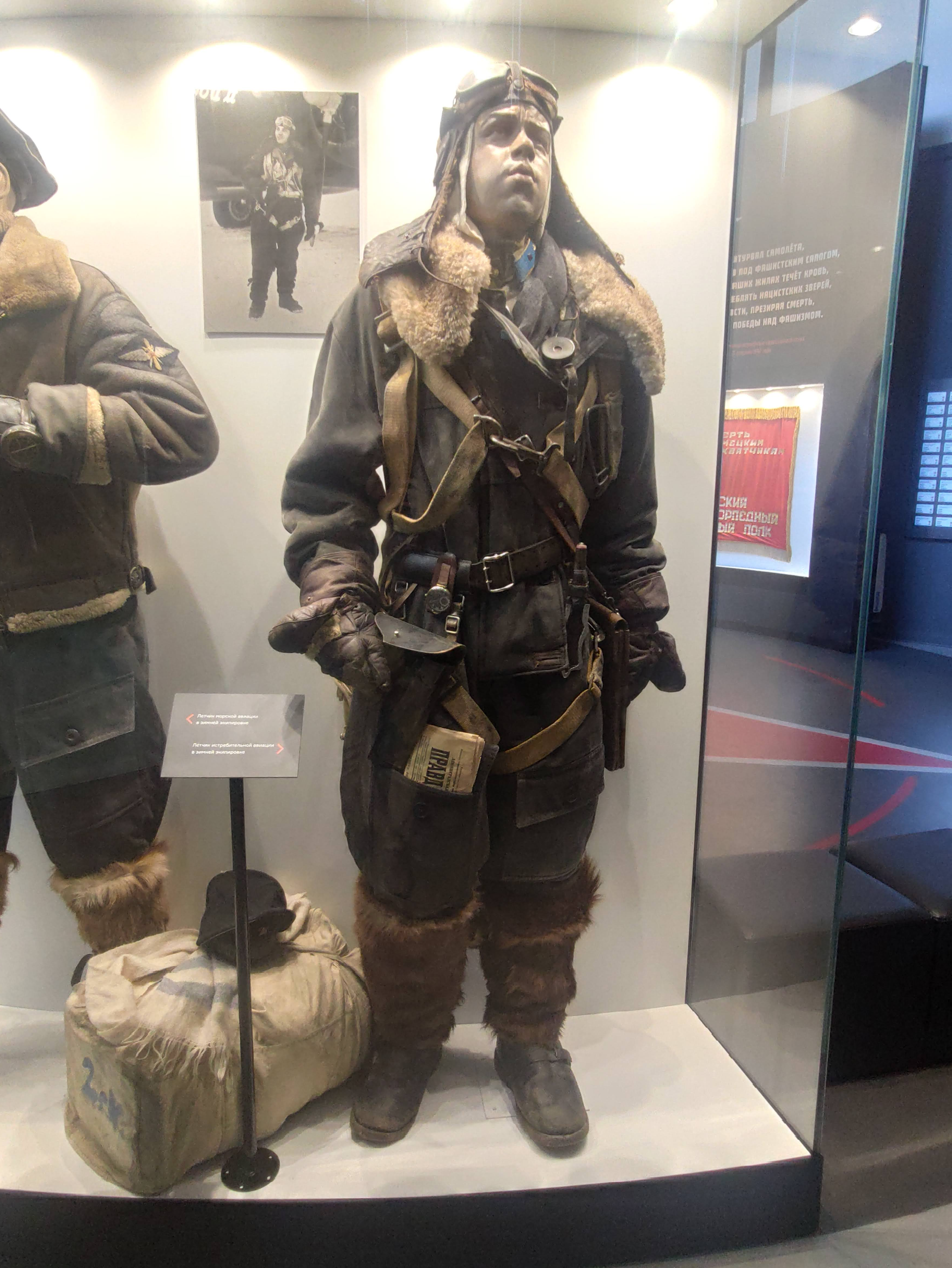
Элемент экспозиции
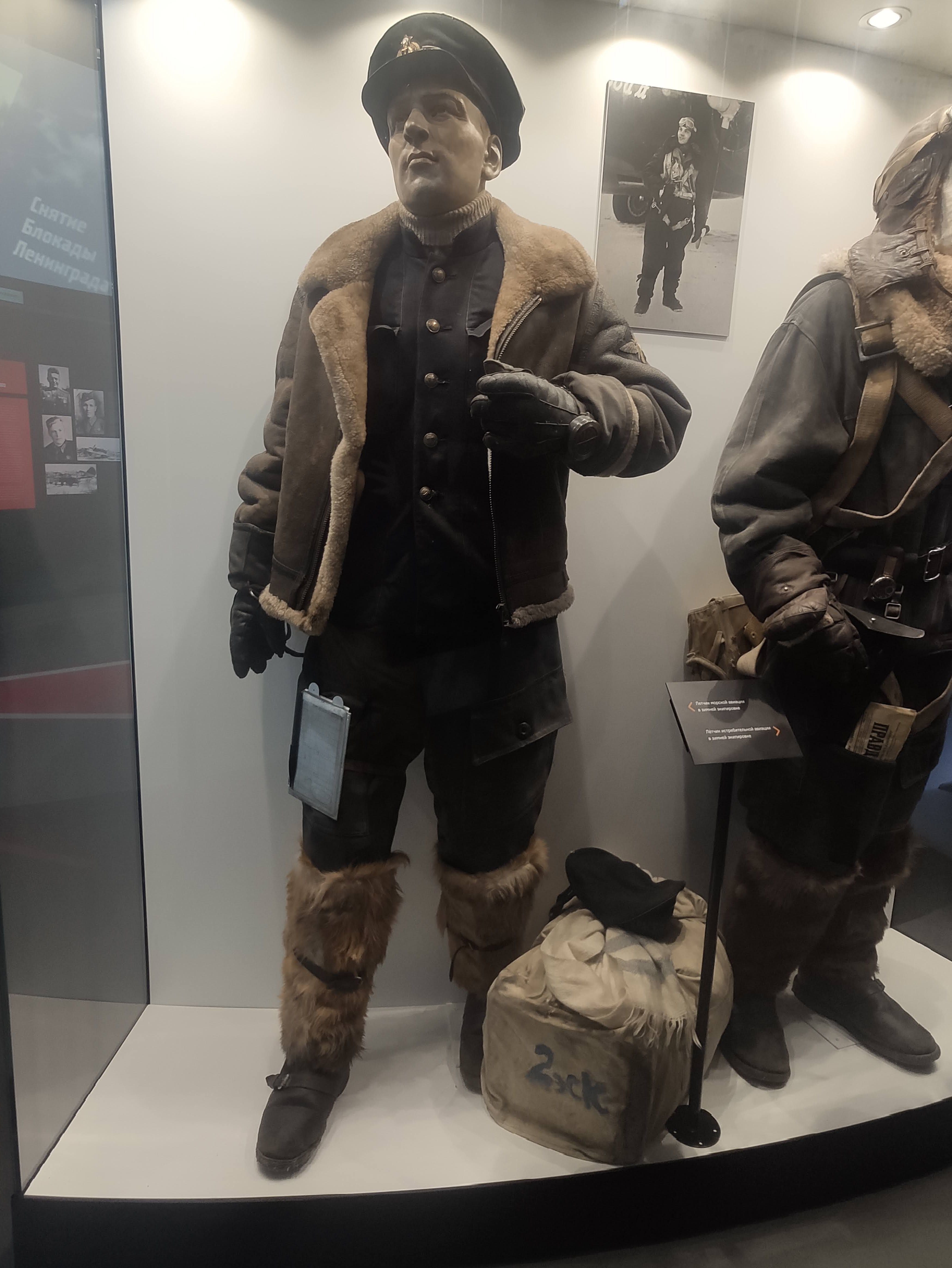
Элемент экспозиции
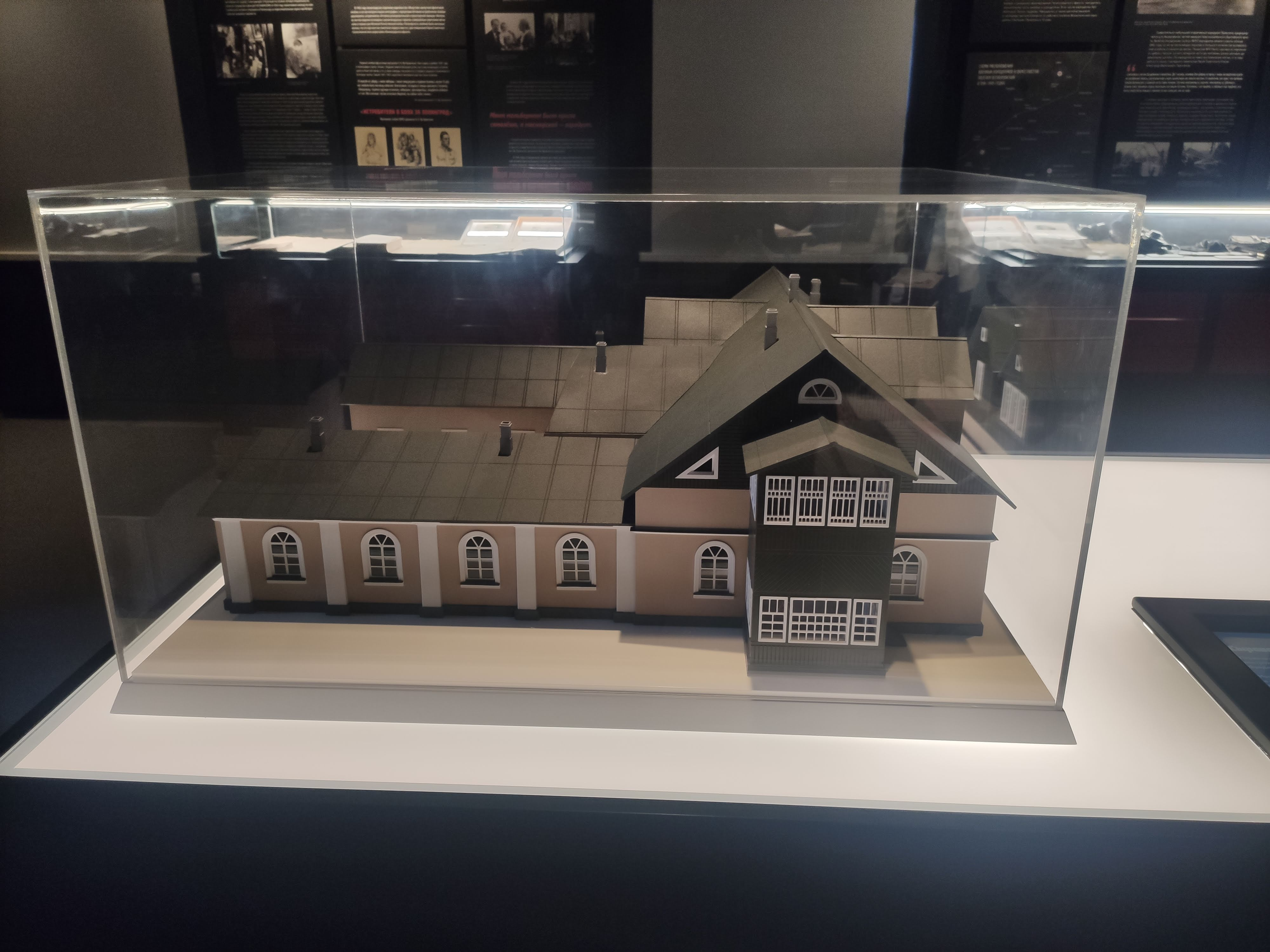
Макет здания дома отдыха лётчиков
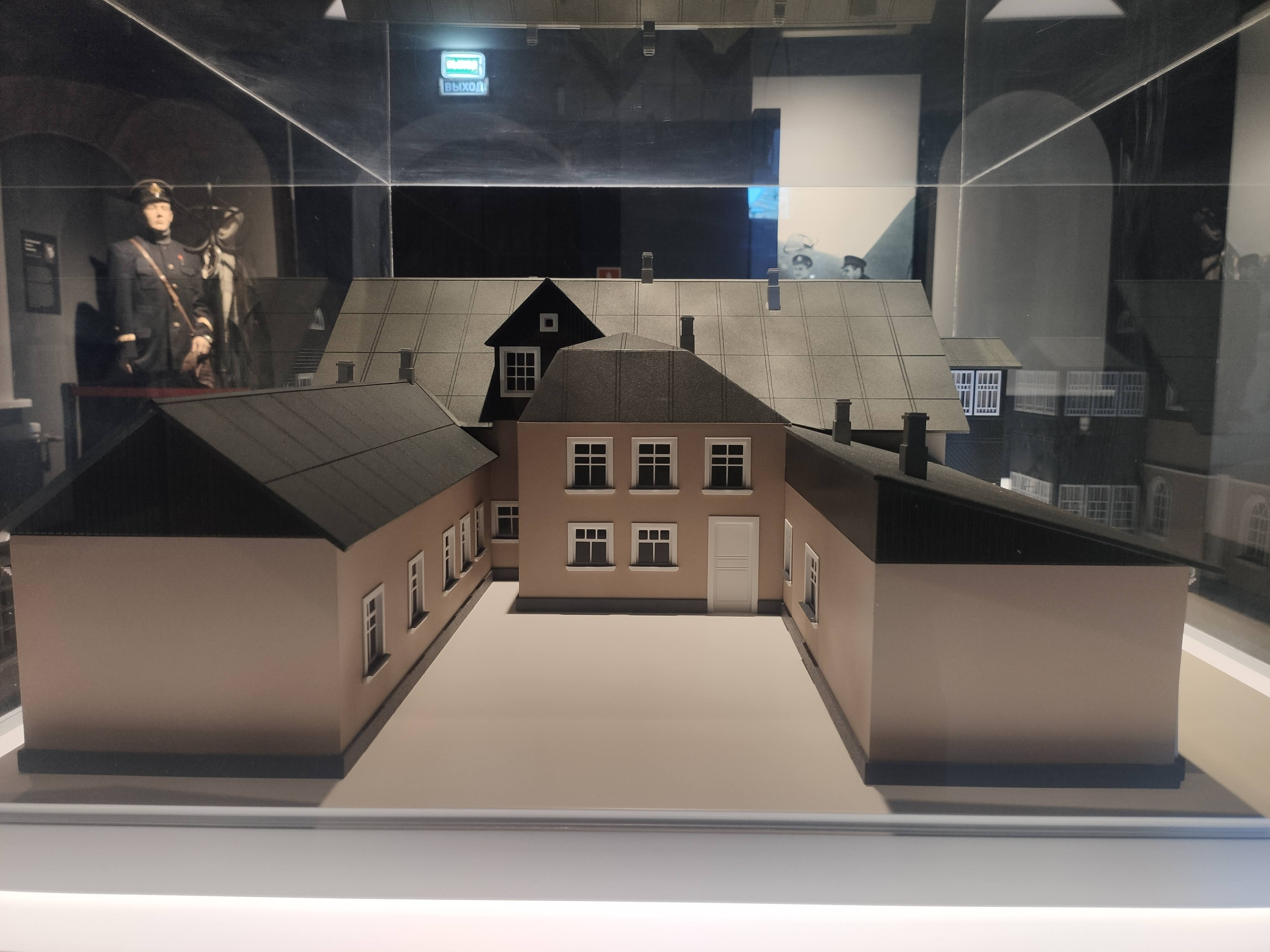
Макет здания дома отдыха лётчиков
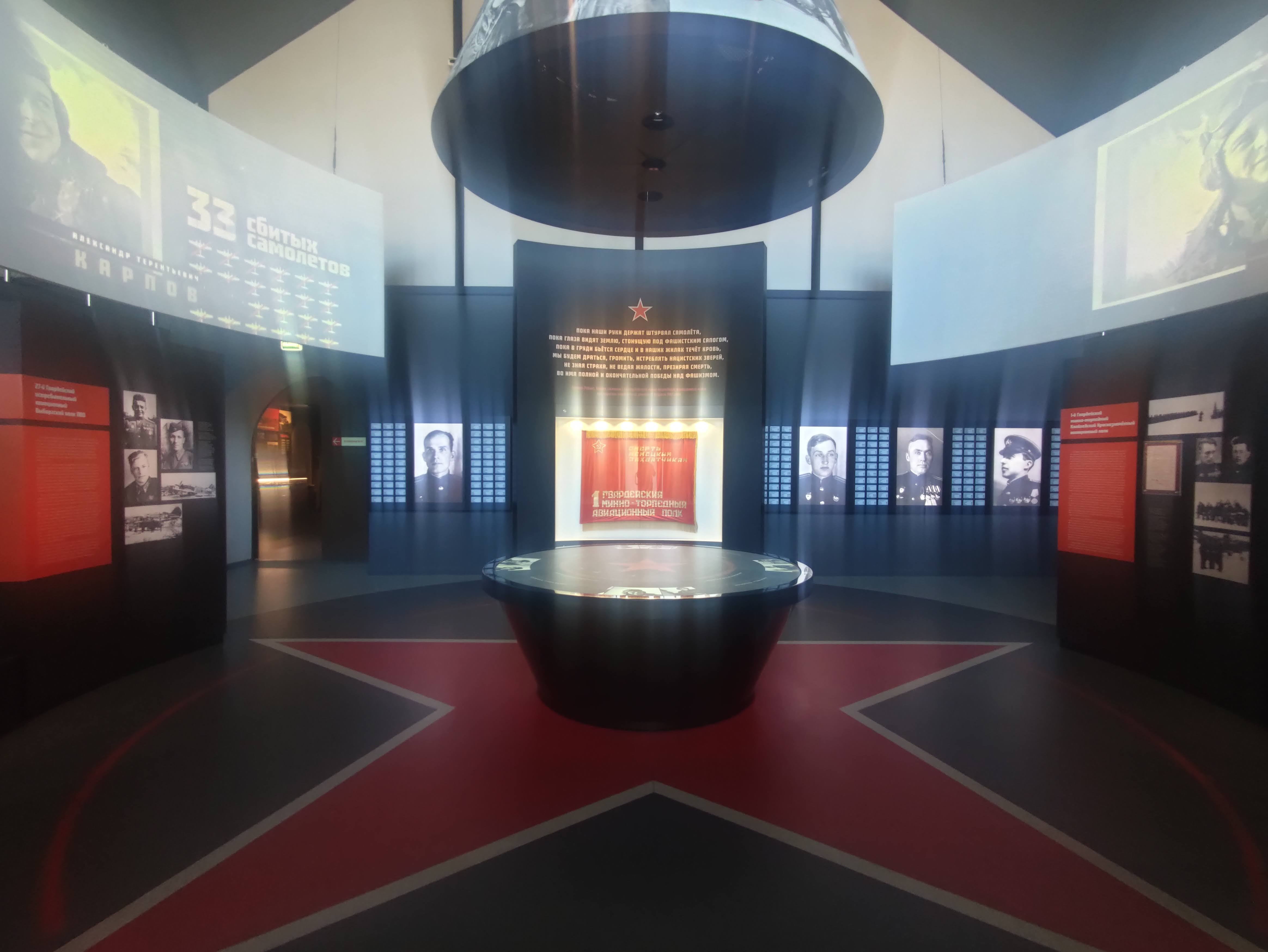
Главный зал музея
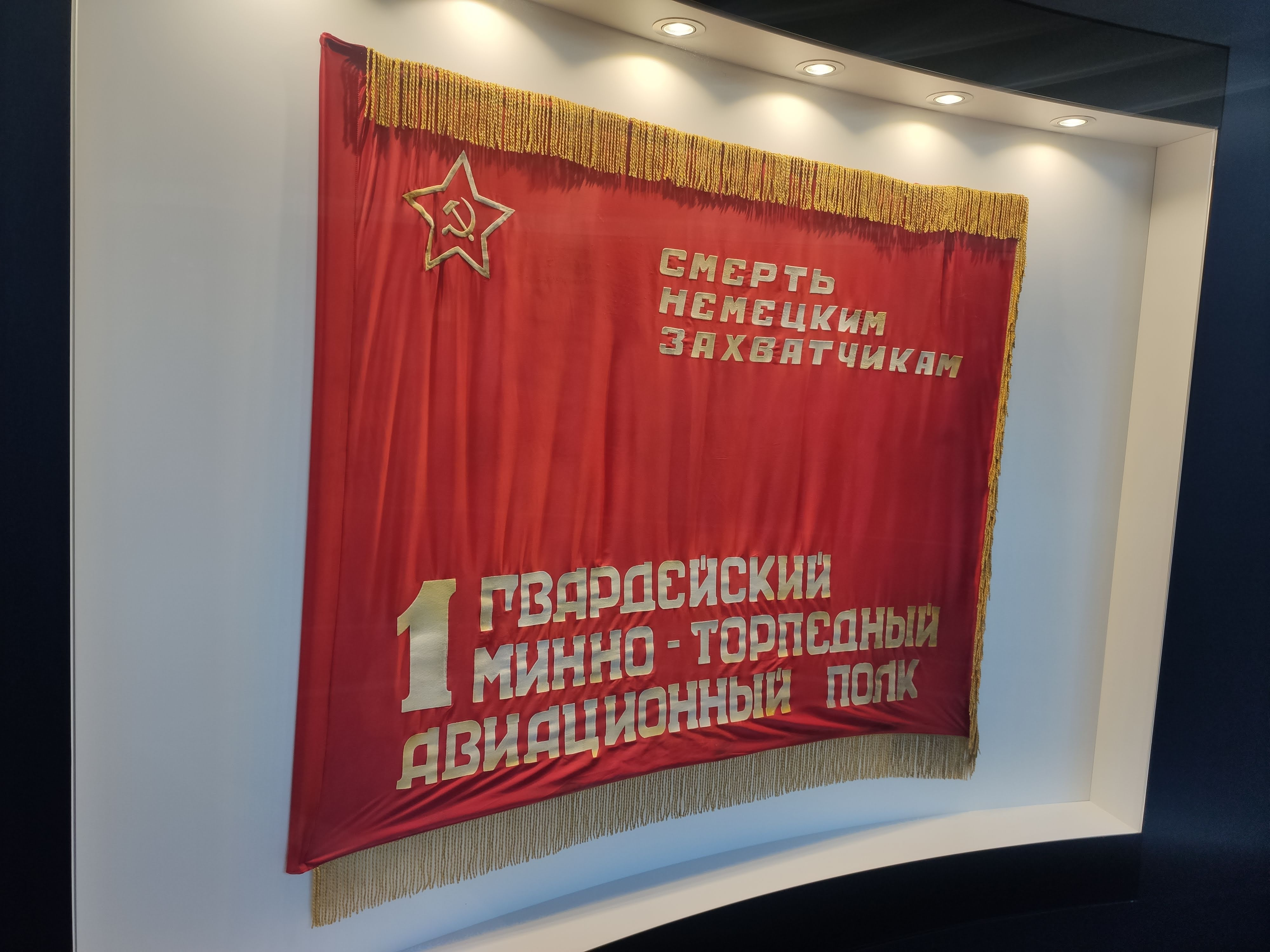
Знамя 1-го ГМТАП
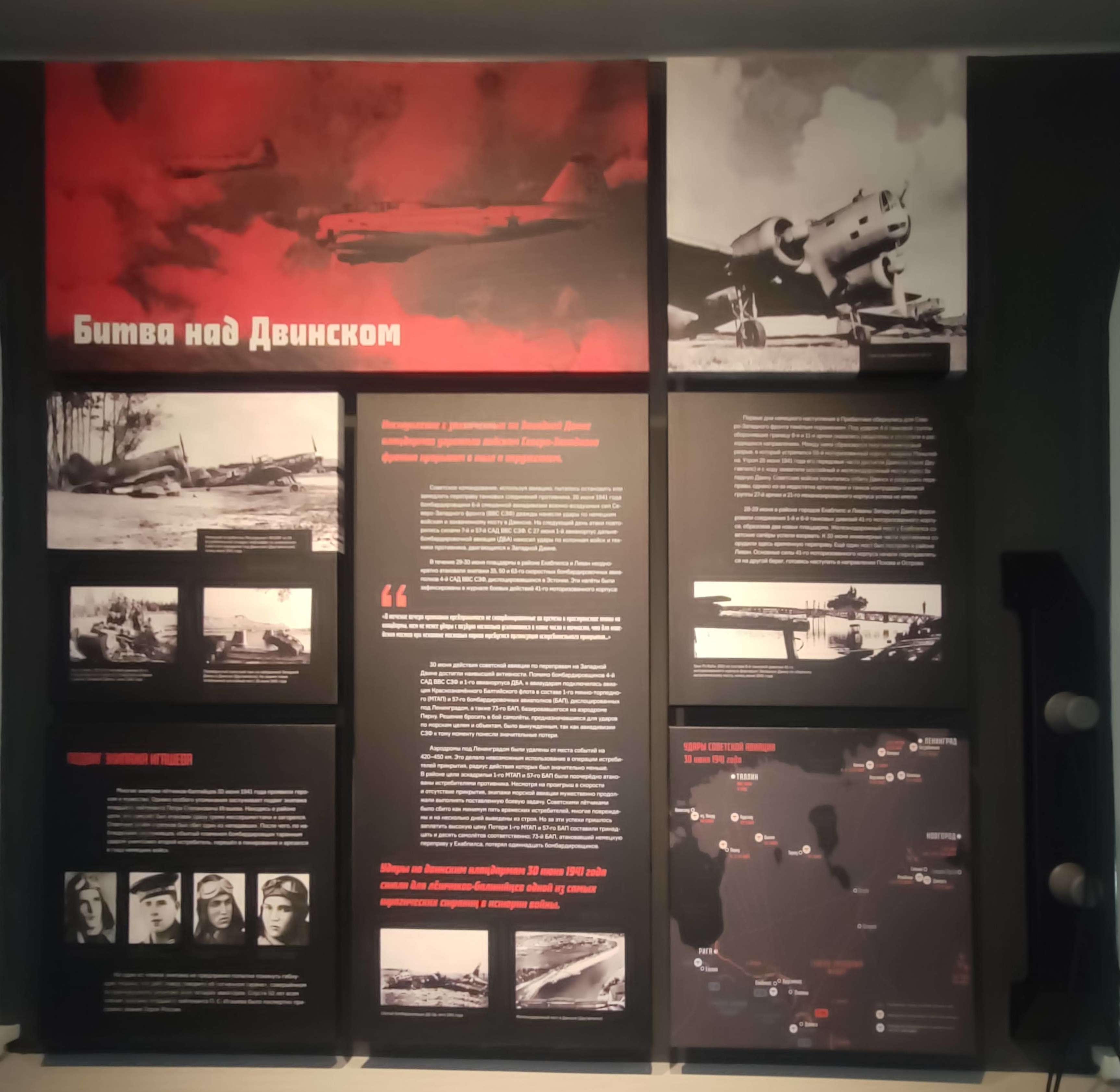
Элемент экспозиции
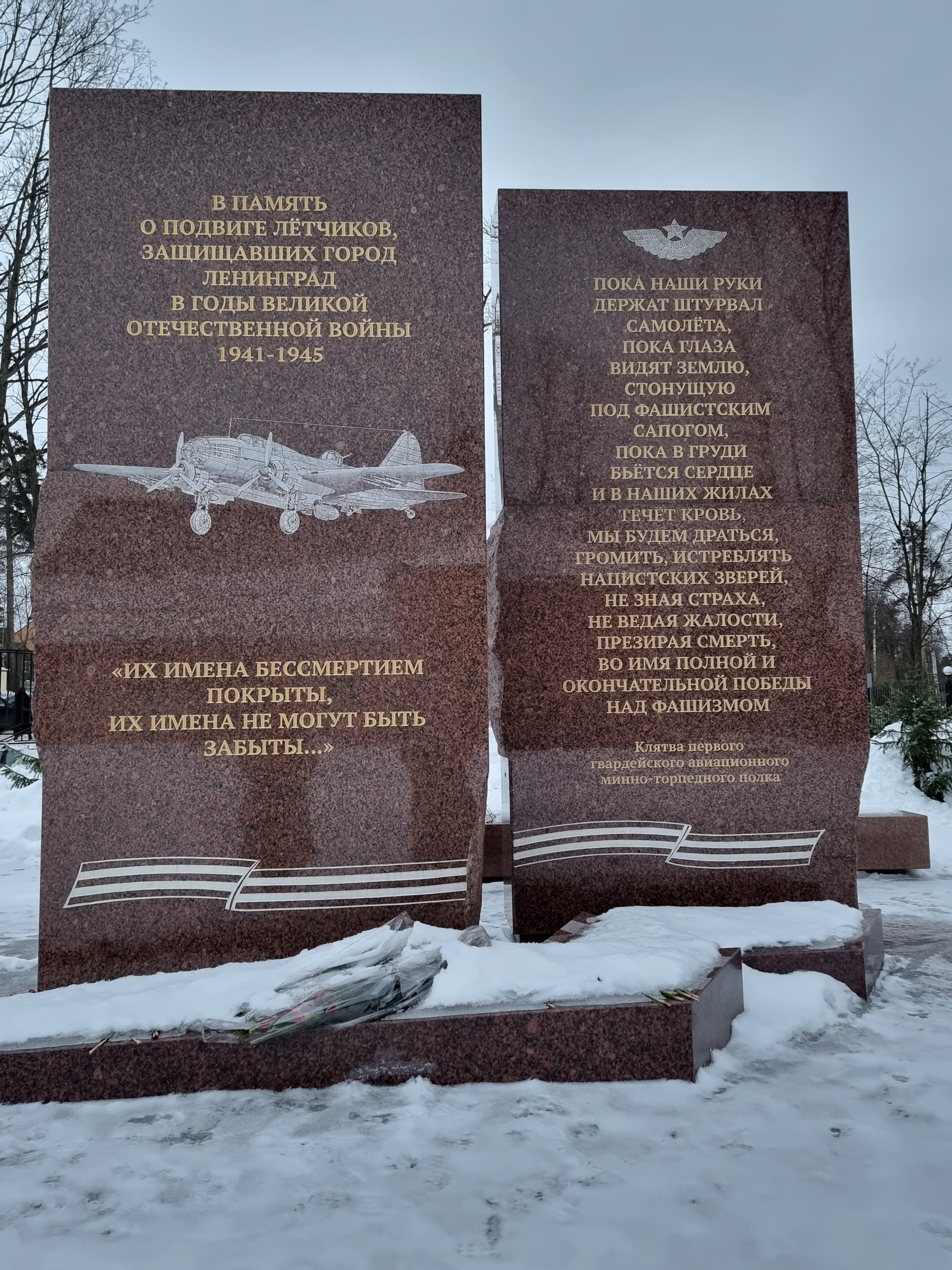
Уличная стела на территории музея
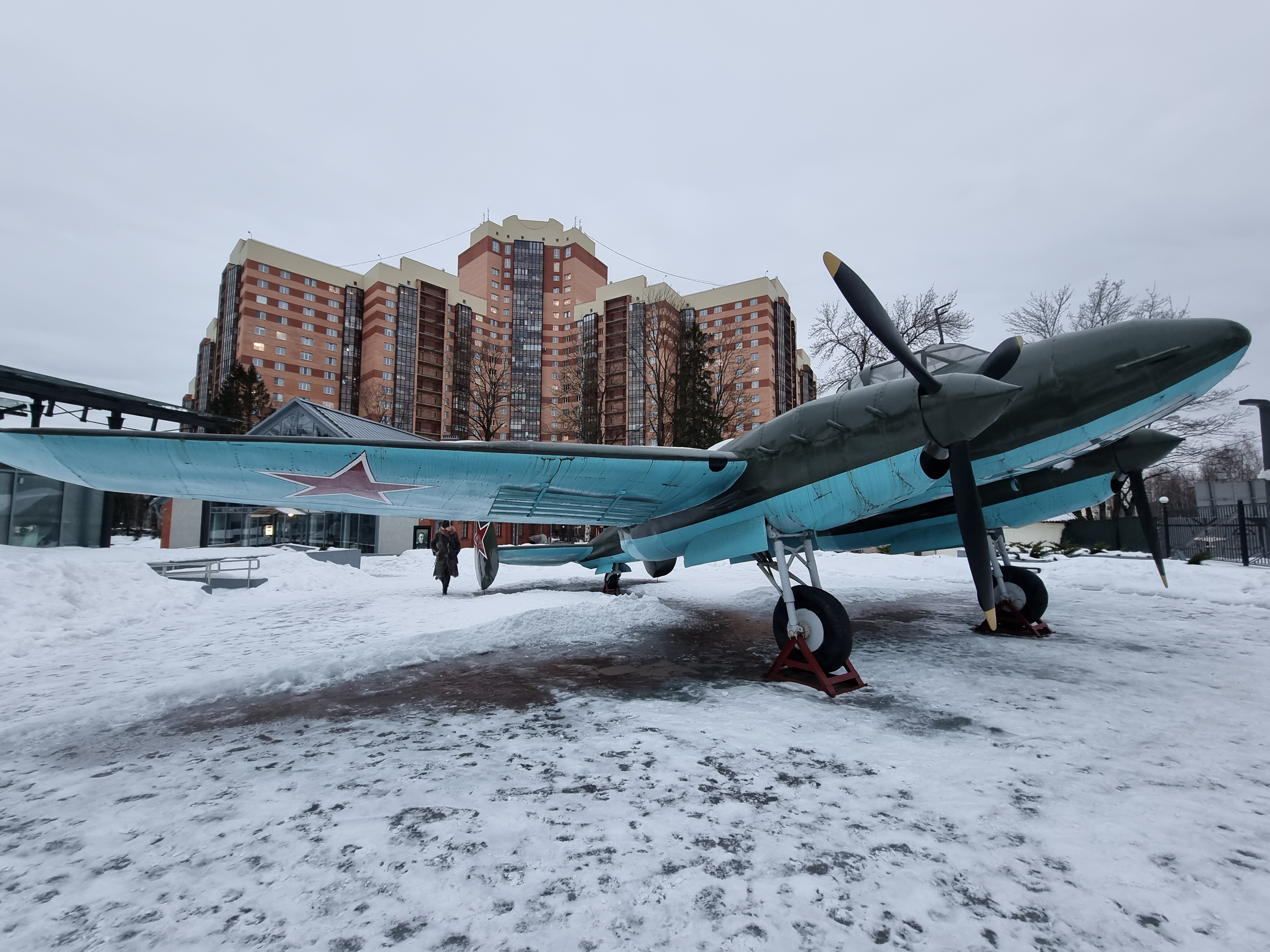
Самолёт, установленный на территории музея